# Croatia Open Umag 2008
Il Croatia Open Umag 2008 è stato un torneo di tennis giocato sulla terra rossa.
È stata la 19ª edizione del Croatia Open Umag, che fa parte della categoria International Series nell'ambito dell'ATP Tour 2008.
Si è giocato all'International Tennis Center di Umago, Croazia, dal 14 al 20 luglio 2008.

## Campioni

### Singolare
Fernando Verdasco ha battuto in finale  Igor' Andreev con il punteggio di 3–6, 6–4, 7–6(4)

### Doppio
Michal Mertiňák /  Petr Pála hanno battuto in finale  Carlos Berlocq /  Fabio Fognini con il punteggio di 2–6, 6–3, 10–5